# یوگنیا سیدورووا
یوگنیا سیدورووا (روسی: Евгения Николаевна Сидорова؛ ۱۳ دسامبر ۱۹۳۰ – ۲۹ ژانویهٔ ۲۰۰۳) اسکی‌باز آلپاین اهل اتحاد جماهیر شوروی سوسیالیستی بود.